# Paavo Voipio
Paavo Taaneli Voipio, född 19 juni 1913 i Viborg, död 23 januari 2006 i Helsingfors, var en finländsk zoolog. Han var son till Väinö Voipio.
Voipio blev filosofie doktor 1952. Han arbetade från 1945 vid Helsingfors universitets zoologiska museum och var dess chef 1954–1958; professor i zoologi vid Åbo universitet 1958–1977.
Voipio intresserade sig särskilt för darwinism och populationsgenetik. I doktorsavhandlingen Evolution at the population level: With special reference to game animals and practical game management (1950) presenterade han hypotesen om att arterna är kapabla att begränsa sin egen population. Vidare utgav han bland annat fågelboken Linnut värikuvina, som utkom i elva upplagor 1952–1984.